# Research Policy
Research Policy är en internationell referentgranskad vetenskaplig tidskrift som ägs av förlaget Elsevier. Tidskriften utkom första gången 1972 och kommer idag ut 10 gånger per år. Tidskriften är tvärvetenskaplig och publicerar forskning som behandlar effekten av innovation, teknik, FoU och vetenskap på  ekonomi, policy, management, organisation och miljö, ett område som ibland kallas innovationsstudier.  Research Policy är en prenumerationstidskrift som har spegeltidskriften Research Policy X.

## Redaktörer
Nuvarande redaktörer (december 2019) är:
- Professor Maryann Feldman, University of North Carolina at Chapel Hill, USA.
- Dr. Adam Jaffe, Motu Economic and Public Policy Research, Wellington, Nya Zeeland.
- Professor Martin Kenney, University of California, USA.
- Professor Keun Lee, Seoul National University, Sydkorea
- Professor Ben Martin, University of Sussex, Storbritannien.
- Professor Kazuyuki Motohashi, The University of Tokyo Graduate School of Engineering, Japan.
- Professor Paul Nightingale, University of Sussex, Storbritannien.
- Professor Ammon Salter, University of Bath,Storbritannien.
- Professor Maria Savona, University of Sussex, Storbritannien.
- Professor John Walsh, Georgia Institute of Technology, USA.